# National Junior College Athletic Association
La National Junior College Athletic Association (NJCAA), fundada en 1938, es una asociación que aglutina y organiza competiciones deportivas entre distintas instituciones de enseñanza superior, como los colegios universitarios (community y junior colleges) a lo largo y ancho de los Estados Unidos de América.
La estructura actual de la NJCAA se divide en 6 divisiones que engloban un total de 24 regiones distintas.

## Historia

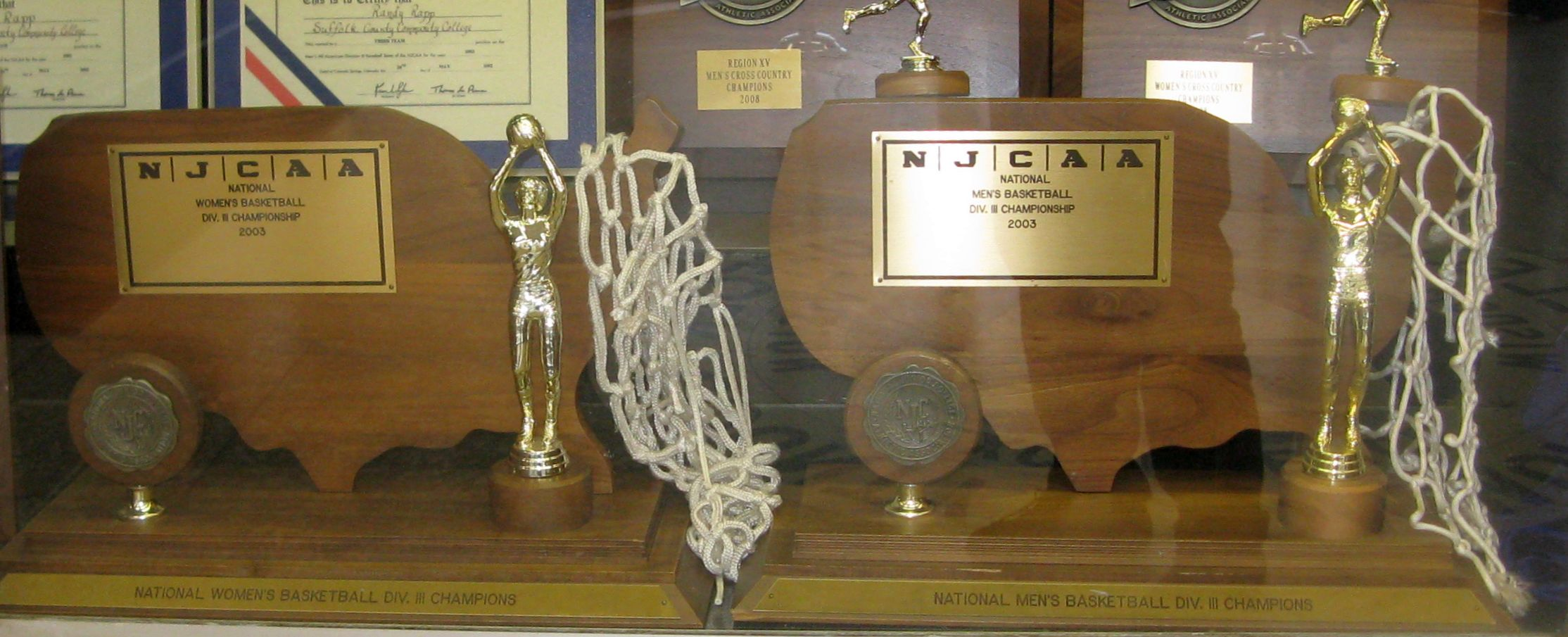
Trofeos masculino y femenino del campeonato de baloncesto 2003 de la División de la NJCAA expuestos en el Suffolk County Community College

La idea de crear la NJCAA surge en 1937 en Fresno, California cuando un puñado de representantes de distintos centros educativos se reúnen con la idea de fundar una asociación que promoviera y supervisara un programa de deportes que fuera consecuente con los objetivos educacionales de los institutos.
El acto de constitución de dicha asociación tuvo lugar en el propio Fresno, el 15 de mayo de 1938, fecha a partir de la cual la NJCAA comienza oficialmente sus actividades.

## Conferencias
A día de hoy, las distintas competiciones organizadas por la NCJAA se dividen en un total de 24 conferencias que acogen a 436 instituciones educativas a lo largo de todo Estados Unidos.
- Región 1 Arizona Community College Athletic Conference
- Región 2 Bi-State Conference
- Región 3 Mid-State Athletic Conference, West New York Athletic Conference, Mountain Valley Athletic Conference (NY)
- Región 4 Illinois N4C Conference, Illinois Skyway Conference, Arrowhead Conference
- Región 5 Metro Athletic Conference (NJCAA), North Texas Junior College Athletic Conference, Western Junior College Athletic Conference
- Región 6 Kansas Jayhawk Community College Conference
- Región 7 Tennessee Junior and Community College Athletic Association
- Región 8 Suncoast Conference
- Región 9 NJCAA Region 9, Mon-Dak Conference
- Región 10 Carolinas Junior College Conference
- Región 11 Iowa Community College Athletic Conference
- Región 12 Michigan Community College Athletic Association, Ohio Community College Athletic Conference
- Región 13 Minnesota Community College Conference, Mon-Dak Conference
- Región 14 Southwest Junior College Conference
- Región 15 Mid Hudson Conference
- Región 16 Missouri Community College Athletic Conference
- Región 17 Georgia Junior College Athletic Association
- Región 18 Northwest Athletic Association of Community Colleges, Scenic West Athletic Conference
- Región 19 Garden State Athletic Conference
- Región 20 Pennsylvania Collegiate Athletic Association, Maryland Junior College Athletic Conference
- Región 21 Massachusetts Community College Athletic Association
- Región 22 Alabama Community College Conference
- Región 23 NJCAA Region 23
- Región 24 Mid-West Athletic Conference, Collegiate Conference of Central Illinois

## Deportes
| - Béisbol (Divisiones I, II, III) - Baloncesto (Divisiones I, II, III) - Softball (Divisiones I, II, III) - Voleibol (Divisiones I, II, III) - Fútbol (Divisiones I, II) - Atletismo (Divisiones I, II) - Tenis (Divisiones I, II) - Wrestling (Divisiones I, II) - Golf (Divisiones I, II, III) | - Cross Country (Divisiones I, II) - Hockey sobre hielo (División I) - Fútbol americano (División I) - Bowling (División I) - Natación (División I) - Buceo (División I) - Lacrosse (División I) - Media Maratón (División I) |